# Prémios Emmy do Primetime de 2007
A 59.ª Edição Anual dos Prémios Emmy do Primetime foram realizados no Shrine Auditorium em Los Angeles, Califórnia no domingo, 16 de Setembro de 2007 com a apresentação de Ryan Seacrest.
As cerimónias eram para ser produzidas por Nigel Lythgoe e Ken Warwick, produtores executivos do American Idol, mas com o trabalho extenuante do Idol, Ken Ehrlich, o produtor do ano anterior, ficou sozinho nesta função.
As nomeações foram anunciadas na quinta-feira, 19 de Julho por Jon Cryer e Kyra Sedgwick.

## Prémios para os canais principais
- HBO: 21/86
- NBC: 19/69
- ABC: 10/70
- CBS: 10/44
- FOX: 7/28
- PBS: 9/24
- Outros: 34/135

## Nomeações e vencedores
A lista seguinte é uma lista com os nomeados e os vencedores estão em negrito.

### Programs
| Melhor série de comédia 30 Rock (NBC) - Entourage (HBO) - The Office (NBC) - Two and a Half Men (CBS) - Ugly Betty (ABC) | Melhor série de drama The Sopranos (HBO) - Boston Legal (ABC) - Grey's Anatomy (ABC) - Heroes (NBC) - House (Fox) |
| Melhor programa de variedades, música ou comédia The Daily Show with Jon Stewart (Comedy Central) - The Colbert Report (Comedy Central) - Late Night with Conan O'Brien (NBC) - Late Show with David Letterman (CBS) - Real Time with Bill Maher (HBO) | Melhor programa de variedades, música ou comédia Tony Bennett: An American Classic (NBC) - Comedy Central Roast of William Shatner (Comedy Central) - Great Performances (Episódio: "Tribute to James Taylor") (PBS) - The Kennedy Center Honors (CBS) - Lewis Black: Red, White, and Screwed (HBO) - Wanda Sykes: Sick and Tired (HBO) |
| Melhor telefilme Bury My Heart at Wounded Knee (HBO) - 9/11: The Twin Towers (Discovery Channel) - Longford (HBO) - The Ron Clark Story (TNT) - Why I Wore Lipstick to My Mastectomy (Lifetime)                                                        | Melhor minissérie Broken Trail (AMC) - Prime Suspect: The Final Act (PBS) - The Starter Wife (USA Network) |
| Melhor reality show de competição The Amazing Race (CBS) - American Idol (Fox) - Dancing with the Stars (ABC) - Project Runway (Bravo) - Top Chef (Bravo)                                                                                              | |

### Atuações

#### Atuação principal
| Melhor ator em série de comédia Ricky Gervais – Extras como Andy Milman - Steve Carell – The Office como Michael Scott - Alec Baldwin – 30 Rock como Jack Donaghy - Charlie Sheen – Two and a Half Men como Charlie Harper - Tony Shalhoub – Monk como Adrian Monk | Melhor atriz em série de comédia America Ferrera – Ugly Betty como Betty Suarez - Tina Fey – 30 Rock como Liz Lemon - Felicity Huffman – Desperate Housewives como Lynette Scavo - Mary-Louise Parker – Weeds como Nancy Botwin - Julia Louis-Dreyfus – The New Adventures of Old Christine como Christine Campbell                                                  |
| Melhor ator em série dramática James Spader – Boston Legal como Alan Shore - Denis Leary – Rescue Me como Tommy Gavin - Hugh Laurie – House como Dr. Gregory House - James Gandolfini – The Sopranos como Tony Soprano - Kiefer Sutherland – 24 como Jack Bauer | Melhor atriz em série dramática Sally Field – Brothers & Sisters como Nora Walker - Edie Falco – The Sopranos como Carmela Soprano - Minnie Driver – The Riches como Dahlia Malloy - Kyra Sedgwick – The Closer como Brenda Leigh Johnson - Patricia Arquette – Medium como Allison DuBois - Mariska Hargitay – Law & Order: Special Victims Unit como Olivia Benson |
| Melhor ator em minissérie ou telefilme Robert Duvall – Broken Trail como Prentice "Print" Ritter - Tom Selleck – Jesse Stone: Sea Change como Jesse Stone - Matthew Perry – The Ron Clark Story como Ron Clark - Jim Broadbent – Longford como Frank Pakenham, Lord Longford - William H. Macy – Nightmares and Dreamscapes: From the Stories of Stephen King como Clyde Umney / Sam Landry | Melhor atriz em minissérie ou telefilme Helen Mirren – Prime Suspect: The Final Act como Jane Tennison - Queen Latifah – Life Support como Ana Wallace - Debra Messing – The Starter Wife como Molly Kagan - Gena Rowlands – What If God Were the Sun? como Melissa Eisenbloom - Mary-Louise Parker – The Robber Bride como Zenia Arden                              |

#### Atuação coadjuvante
| Melhor ator coadjuvante em série de comédia Jeremy Piven – Entourage como Ari Gold - Jon Cryer – Two and a Half Men como Alan Harper - Kevin Dillon – Entourage como Johnny "Drama" Chase - Rainn Wilson – The Office como Dwight Schrute - Neil Patrick Harris – How I Met Your Mother como Barney Stinson                                          | Melhor atriz coadjuvante em série de comédia Jaime Pressly – My Name Is Earl como Joy Turner - Jenna Fischer – The Office como Pam Beesly - Holland Taylor – Two and a Half Men como Evelyn Harper - Conchata Ferrell – Two and a Half Men como Berta - Elizabeth Perkins – Weeds como Celia Hodes - Vanessa Williams – Ugly Betty como Wilhelmina Slater                                   |
| Melhor ator coadjuvante em série dramática Terry O'Quinn – Lost como John Locke - Masi Oka – Heroes como Hiro Nakamura - T.R. Knight – Grey's Anatomy como Dr. George O'Malley - William Shatner – Boston Legal como Denny Crane - Michael Imperioli – The Sopranos como Christopher Moltisanti - Michael Emerson – Lost como Benjamin Linus         | Melhor atriz coadjuvante em série dramática Katherine Heigl – Grey's Anatomy como Dra. Izzie Stevens - Chandra Wilson – Grey's Anatomy como Dra. Miranda Bailey - Lorraine Bracco – The Sopranos como Dra. Jennifer Melfi - Rachel Griffiths – Brothers & Sisters como Sarah Whedon - Aida Turturro – The Sopranos como Janice Soprano - Sandra Oh – Grey's Anatomy como Dra. Cristina Yang |
| Melhor ator coadjuvante em minissérie ou telefilme Thomas Haden Church – Broken Trail como Tom Harte - August Schellenberg – Bury My Heart at Wounded Knee como Touro Sentado - Joe Mantegna – The Starter Wife como Lou Manahan - Aidan Quinn – Bury My Heart at Wounded Knee como Henry L. Dawes - Ed Asner – The Christmas Card como Luke Spelman | Melhor atriz coadjuvante em minissérie ou telefilme Judy Davis – The Starter Wife como Joan McAllister - Anna Paquin – Bury My Heart at Wounded Knee como Elaine Goodale - Toni Collette – Tsunami: The Aftermath como Kathy Graham - Greta Scacchi – Broken Trail como Nola Johns - Samantha Morton – Longford como Myra Hindley                                                           |

### Roteiro
| Melhor roteiro em série de comédia Greg Daniels por "Gay Witch Hunt" em The Office - Tina Fey por "Tracy Does Conan" em 30 Rock - Michael Schur por "The Negotiation" em The Office - Robert Carlock por "Jack-Tor" em 30 Rock - Ricky Gervais e Stephen Merchant por "Daniel Radcliffe" em Extras | Melhor roteiro em série dramática David Chase por "Made in America" em The Sopranos - Carlton Cuse e Damon Lindelof por "Through the Looking Glass" em Lost - David Chase e Matthew Weiner por "Kennedy and Heidi" em The Sopranos - Terence Winter por "The Second Coming" em The Sopranos - Ronald D. Moore por "Occupation" e "Precipice" em Battlestar Galactica |
| Melhor roteiro em especial de variedades, música ou comédia Late Night with Conan O'Brien - The Colbert Report - The Daily Show with Jon Stewart - Late Show with David Letterman - Real Time with Bill Maher                                                                                      | Melhor roteiro em minissérie, telefilme ou especial dramático Frank Deasy por Prime Suspect: The Final Act - Daniel Giat por Bury My Heart at Wounded Knee - Sandy Welch por Jane Eyre - Alan Geoffrion por Broken Trail - Josann McGibbon e Sara Parriott por The Starter Wife                                                                                      |

### Direção
| Melhor direção em série de comédia Richard Shepard por "Pilot" em Ugly Betty - Ricky Gervais e Stephen Merchant por "Orlando Bloom" em Extras - Will Mackenzie por "My Musical" em Scrubs - Julian Farino por "One Day in the Valley" em Entourage - Ken Kwapis por "Gay Witch Hunt" em The Office - Scott Ellis por "The Break-Up" em 30 Rock | Melhor direção em série dramática Alan Taylor por "Kennedy and Heidi" em The Sopranos - Bill D'Elia por "Son of the Defender" em Boston Legal - Peter Berg por "Pilot" em Friday Night Lights - David Semel por "Genesis" em Heroes - Jack Bender por "Through the Looking Glass" em Lost - Thomas Schlamme por "Pilot" em Studio 60 on the Sunset Strip - Félix Enríquez Alcalá por "Exodus, Part 2" em Battlestar Galactica |
| Melhor direção em especial de variedades, música ou comédia Rob Marshall por Tony Bennett: An American Classic (NBC) - American Idol – Bruce Gowers (Fox) - The Colbert Report – Jim Hoskinson (Comedy Central) - The Daily Show with Jon Stewart – Chuck O'Neil (Comedy Central) - Saturday Night Live – Don Roy King (NBC)                   | Melhor direção em minissérie, telefilme ou especial dramático Philip Martin por Prime Suspect: The Final Act - Walter Hill por Broken Trail - Bharat Nalluri por Tsunami: The Aftermath - Yves Simoneau por Bury My Heart at Wounded Knee - Susanna White por Jane Eyre |